# Shuicheng-Mensch
Als Shuicheng-Mensch (chinesisch 水城人, Pinyin Shuǐchéngrén) werden in Südwestchina in der Provinz Guizhou entdeckte Menschenfossilien einer paläolithischen Kultur, der Shuicheng-Kultur (水城文化,  Shuǐchéng wénhuà), bezeichnet. Sie wurden 1973 in der Xiaohui-Höhle (硝灰洞,  Xiāohuī Dòng) in der Großgemeinde Wangjiazhai (汪家寨镇,  Wāngjiāzhài Zhèn) im Stadtbezirk Zhongshan der bezirksfreien Stadt Liupanshui entdeckt.
Nach dem Shuicheng-Mensch wurde auch eine fossile Fauna, die Shuicheng-Mensch-Fauna (水城人动物群,  Shuǐchéngrén dòngwùqún), benannt. 